# عملية محور العجلة
عملية محور العجلة أو عملية أربور هي سلسلة من التجارب النووية الأمريكية تتكون من 18 تجربة نووية أجريت بين عامي 1973-1974. سبقت هذه الاختبارات سلسلة عمليات مسمار العقدة وتلتها سلسلة عملية حجر الأساس.